# Pesadiellu
El Pesadiellu es una criatura mitológica de la mitología de Asturias, el cual se dice que nadie ha visto; pero del que se dice muchos han sufrido sus efectos.
Según las historias, quien lo sufre siente una presión extrema en el cuerpo, y debe recurrir a los rezos para deshacerse de él.
Otra historia cuenta que se presenta por las noches mientras se duerme en forma de un tremendo peso en todo el cuerpo pudiendo causar el ahogamiento. Se dice que, a veces, cobra la forma de una mano voladora y peluda.